# Vai alla grande
Vai alla grande è un film del 1983 diretto da Salvatore Samperi.

## Trama
Giorgio è un giovane di belle speranze; lui ed altri tre amici squattrinati, con la passione della barca a vela, si divertono a fare piccole burle in una cittadina della riviera adriatica. La vita di Giorgio e dei suoi amici scorre tranquilla tra scherzi e gare sulla barca a vela del loro amico Fernando, conte di Santa Silica.
Un giorno il gruppo conosce Karin, ragazza di Berlino avviata alla prostituzione da un uomo senza scrupoli; Giorgio si innamora di lei entrando in competizione con il conte Fernando e soprattutto con lo sfruttatore di Karin.
Nel frattempo viene indetta una regata con un ricco premio in denaro per il vincitore; il gruppo tenta di procurarsi l'occorrente per partecipare.
Alla fine i quattro ragazzi riescono ad avere la meglio sul malvivente e la sua banda di scagnozzi, Giorgio conquista Karin e, con l'aiuto di Fernando, può partecipare alla regata.

## Produzione
Il film è stato girato in pieno inverno lungo la riviera adriatica e Gabicce Mare nelle Marche.